# Popis integrala inverznih hiperbolnih funkcija
Slijedi popis integrala (antiderivacija funkcija) inverznih (area) hiperbolnih funkcija. Za potpun popis integrala funkcija, pogledati tablicu integrala i popis integrala.
{\displaystyle \int \operatorname {Arsh} {\frac {x}{c}}\,dx=x\,\operatorname {Arsh} \,{\frac {x}{c}}-{\sqrt {x^{2}+c^{2}}}+C}
{\displaystyle \int \operatorname {Arch} {\frac {x}{c}}\,dx=x\,\operatorname {Arch} \,{\frac {x}{c}}-{\sqrt {x^{2}-c^{2}}}+C}
{\displaystyle \int \operatorname {Arth} {\frac {x}{c}}\,dx=x\,\operatorname {Arth} \,{\frac {x}{c}}+{\frac {c}{2}}\ln |c^{2}-x^{2}|+C\qquad {\mbox{(za }}|x|<|c|{\mbox{)}}}
{\displaystyle \int \operatorname {Arcth} {\frac {x}{c}}\,dx=x\,\operatorname {Arcth} \,{\frac {x}{c}}+{\frac {c}{2}}\ln |x^{2}-c^{2}|+C\qquad {\mbox{(za }}|x|>|c|{\mbox{)}}}
{\displaystyle \int \operatorname {Arsech} {\frac {x}{c}}\,dx=x\,\operatorname {Arsech} \,{\frac {x}{c}}-c\,\mathrm {arctan} \,{\frac {x\,{\sqrt {\frac {c-x}{c+x}}}}{x-c}}+C\qquad {\mbox{(za }}x\in (0,\,c){\mbox{)}}}
{\displaystyle \int \operatorname {Arcosech} {\frac {x}{c}}\,dx=x\,\operatorname {Arcosech} \,{\frac {x}{c}}+c\,\ln \,{\frac {x+{\sqrt {x^{2}+c^{2}}}}{c}}+C\qquad {\mbox{(za }}x\in (0,\,c){\mbox{)}}}